# Olden
Olden – wieś w zachodniej Norwegii, w okręgu Sogn og Fjordane, w gminie Stryn. Wieś położona jest u ujścia rzeki Oldeelva, na północnym krańcu doliny  Oldedalen. Olden leży ok. 6 km na południowy zachód od miejscowości Loen i około 15 km na południowy wschód od miejscowości Stryn. 
Wieś w roku 2013 liczyła 498 mieszkańców.
W Olden znajdują się dwa kościoły, pierwszy wybudowany w 1759 roku, drugi zaś w 1934.

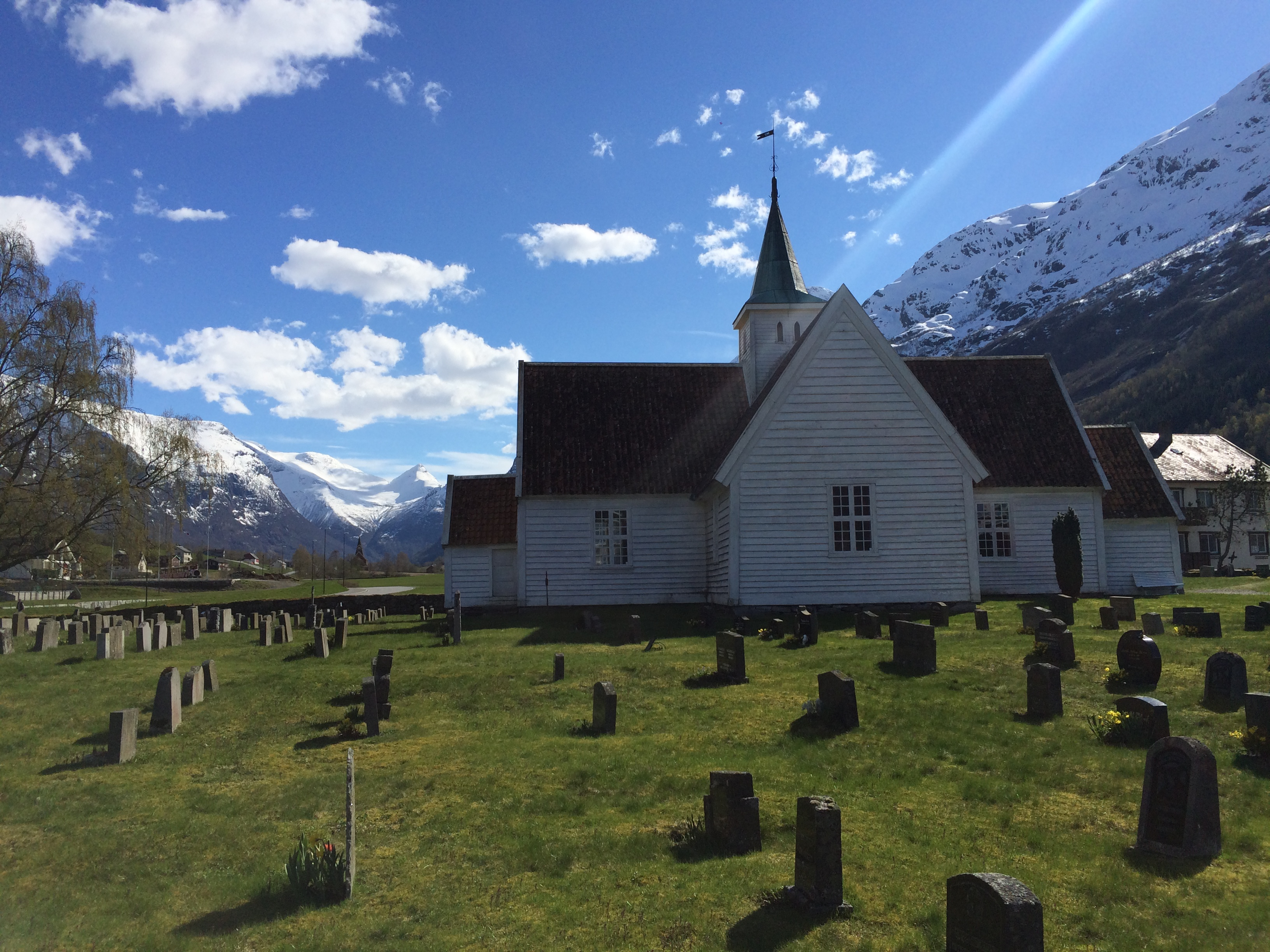
Kościół z 1759 roku

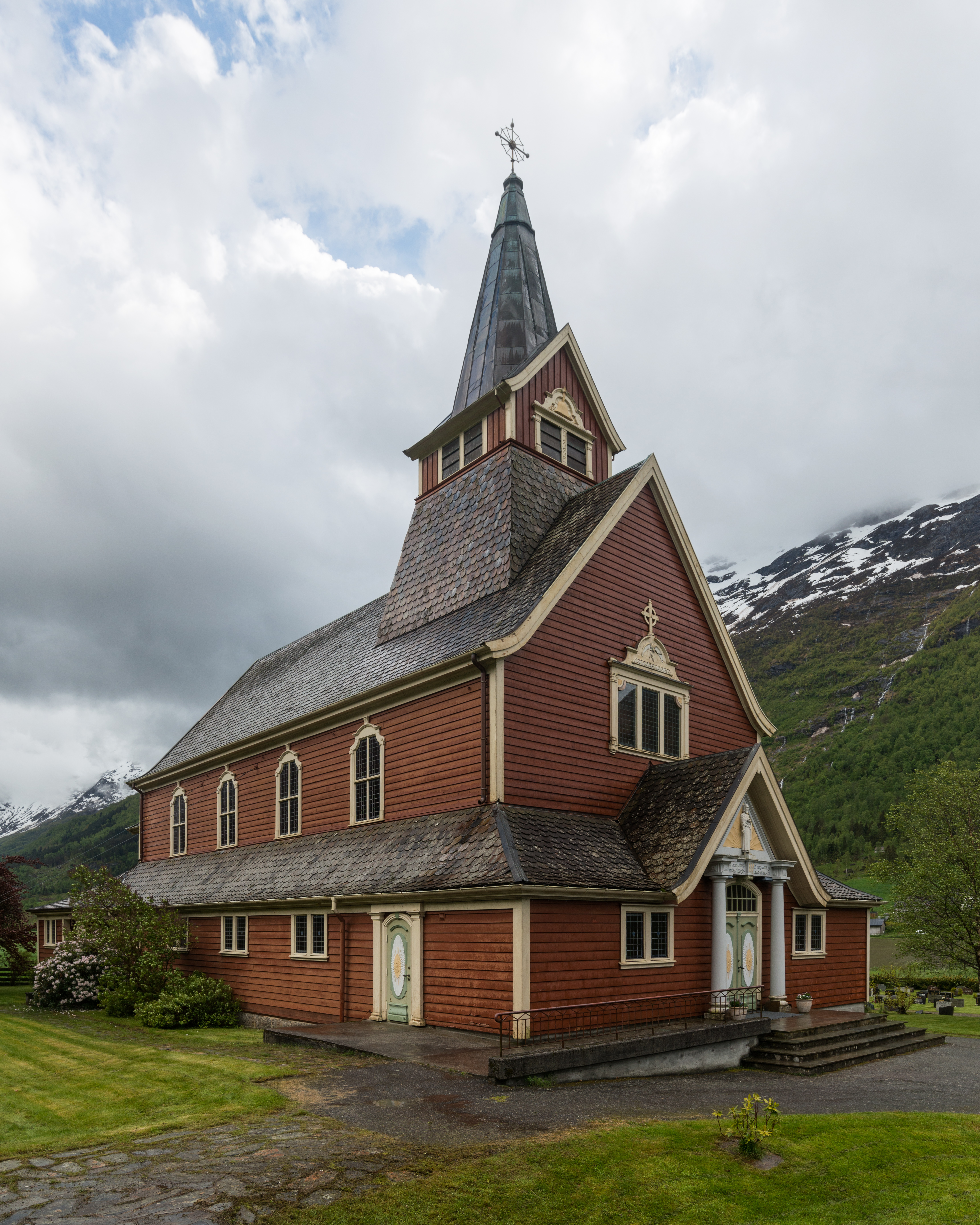
Kościół z 1934 roku